# Пчела (Краснодарский край)
Пчела — посёлок в Новокубанском районе Краснодарского края.
Входит в состав Новосельского сельского поселения.

## География

### Улицы
- ул. Ленина,
- ул. Октябрьская.

## История
Посёлок Пчела зарегистрирован 23 июня 1952 года.

## Население
| 2002 | 2010 |
| ---- | ---- |
| 8    | ↗14  |